# 리스본의 미스터리
《리스본의 미스터리》(Misterios De Lisboa, Mysteries Of Lisbon)는 브라질에서 제작된 라울 루이즈 감독의 2010년 드라마, 미스터리 영화이다. 카밀루 카스텔루 브랑쿠의 동명(Mysteries of Lisbon)의 1854년 소설에 기반을 둔다. 레아 세이두 등이 주연으로 출연하였고 파울로 브랑코 등이 제작에 참여하였다. 이 영화의 상영 시간은 272분이다. 일부 국가에서는 미니시리즈로서 60분 상영되기도 했다.

## 출연

### 주연
- 레아 세이두
- 멜빌 푸포

### 조연
- 클로틸드 헤스메
- 카타리나 발렌스테인
- 레나 프리드리흐
- 카를로토 코타
- 말리크 지디
- 조시 아퐁소 피멘텔
- 필리페 바르가스
- 리카도 페레이라
- 알바노 제로니모
- 미구엘 몬테이로
- 사오 호세 코레이아
- 마르가리다 빌라-노바
- 마코 달메이다
- 아드리아노 루즈
- 소피아 아파리시오
- 안드리 고메즈
- 조아나 드 베로나
- 조아오 리카도
- 소피아 마르쿠즈
- 두아르테 구이마라에스
- 루이 모리슨
- 클레이아 앨메이다
- 조아나  보텔로
- 리카도 아이베오
- 마리아 조아오 핀호
- 호세 아이로사
- 디나르테 브랑코
- 소피아 레이트
- 마르틴 로이질론
- 마르셀로 우르게게
- 안토니오 폰세카
- 조시 마누엘 멘데스
- 디니스 고메즈
- 카를로스 안토니오

## 기타
- 원작자: 카밀로 카스텔로 브랑코
- 배역: 패트리시아 바스콘첼로스